# Omnidroid
Omnidroids zijn robots uit de film The Incredibles. Er zijn minimaal 10 bekende Omnidroids, die onderling variëren in ontwerp.
De Omnidroids zijn een creatie van Syndrome. Hij maakte ze om Mr. Incredible uit te schakelen en om zelf een held te kunnen worden. Om er zeker van de te zijn dat zijn Omnidroid klaar was om Mr. Incredible aan te kunnen liet Syndrome eerst tientallen andere superhelden met de robot vechten. Meestal won de robot en liet de held het leven. Indien de held won gebruikte Syndrome de ervaring van dat gevecht om een nog betere Omnidroid te bouwen.
Hoe verschillend ze ook zijn, de Omnidroids hebben een ding gemeen: ze hebben kunstmatige intelligentie en zijn in staat te leren. Hoe langer een held met een Omnidroid vecht, hoe groter de kans dat de Omnidroid de held zal verslaan.
De meeste Omnidroids worden enkel gezien op Syndrome’s computer. De nummering van de Omnidroids is wat verwarrend.

## Omnidroid v.X1
Enkel te zien op Syndrome’s computer. Dit model bewoog zich nog voort op rupsbanden. Fysiek lijkt hij op een tinnen kan op wielen met twee grijparmen. Deze robot was nog erg primitief, maar versloeg desondanks Universal Man, Psycwave en Everseer. Werd uiteindelijk verslagen door Macroburst.

## Omnidroid v.X2
Dezelfde als de Omnidroid v.X1, alleen beweegt deze zich voort op benen in plaats van wielen. Heeft ook een sterkere sensor. Versloeg Macroburst, Phylange, Blazestone, en mogelijk anderen. Niet precies bekend door wie hij is verslagen, maar mogelijk door Downburst.

## Omnidroid v.X3
Een verbeterde versie van de X2 met nu drie arm/been combinaties in plaats van twee van elk. De afbeelding op Syndrome’s computer is echter precies dezelfde als die van de X1. Versloeg Downburst (en mogelijk anderen). Verslagen door Hyper Shock.

## Omnidroid v.X4
Lijkt fysiek op een groot omgekeerd ruimteschip in de vorm van een ei, met vier benen en vier ogen (een voor elke richting). Lijkt ook kleiner dan de vorige modellen. Versloeg Hyper Shock, Apogee, Blitzerman, Tradewind en Vectress. Verslagen door Gazerbeam.

## Omnidroid 5
Ook een model enkel gezien op de computer. Voor deze Omnidroid is het exacte nummer niet bekend daar dit niet op het scherm wordt getoond. Lijkt op een traditionele vliegende schotel met vier benen, plat aan de bovenkant. Versloeg Gazerbeam en Stormicide. Verslagen door Gamma Jack.

## Omnidroid 6
Net als de Omnidroid 5 een model waarvan het nummer niet in beeld werd getoond. Dit is de eerste Omnidroid met een perfect rond lichaam. Heeft nog steeds vier benen en een sensor boven op het hoofd. Lijkt sterk op de latere Omnidroids, maar dan met minder benen. Versloeg Gamma Jack en mogelijk anderen. Er werd niet getoond door wie deze Omnidroid is verslagen. Mogelijk is hij zelfs nooit verslagen en verving Syndrome hem gewoon door model 7.

## Omnidroid 07
Dit is de Omnidroid waarvan Mr.Incredible de blauwdrukken ziet in het videobericht van Mirage. Het is een upgrade van de Omnidroid 6: nummer 7 heeft een rond lichaam, vijf benen en vier puntige klauwen. Tegen de tijd dat Mr. Incredible naar Syndrome’s eiland gaat, is ook deze reeds vervangen door een andere.

## Omnidroid 08 en v.X9
Het 08 model is de eerste Omnidroid waar Mr. Incredible mee vocht, en daarmee de eerste die daadwerkelijk in de film te zien was. Hij slaagt erin deze te verslaan.
Nadat 08 is verslagen maakt Syndrome een vernieuwde versie, de v. X9. Deze is te sterk voor Mr. Incredible en verslaat hem binnen enkele seconden. De Omnidroid v.X9 wordt nooit verslagen. Syndrome vervangt hem gewoon door de v.10.

## Omnidroid v.10
Het laatste model dat op Syndrome’s computer te zien is. Het gebrek aan een "x" in de naam suggereert dat dit de eerste Omnidroid is die niet als experimenteel werd gezien. Deze Omnidroid is fysiek identiek aan de v.X9, de 08, en de 07. Volgens de computer was het deze Omnidroid die door Syndrome werd losgelaten op Metroville, maar de Omnidroid die later in de film Metroville aanvalt is duidelijk anders dan de v10.

## De Omnidroid die Metroville aanvalt
Deze Omnidroid heeft als enige zes benen. Ook is hij groter dan de andere Omnidroids, ongeveer 8 keer het formaat van de Omnidroid 08 die Mr. Incredible eerder bevocht. Hij heeft een laserkanon bovenop, iets wat vorige modellen niet hadden. Het nummer van deze Omnidroid is niet bekend. Volgens Syndrome’s computer zou dit de Omnidroid v.10 zijn, maar die ziet er duidelijk anders uit. Deze Omnidroid werd verslagen door de hele Incredible familie door een van zijn eigen klauwen door de robot heen te schieten.